# Peter Katjavivi

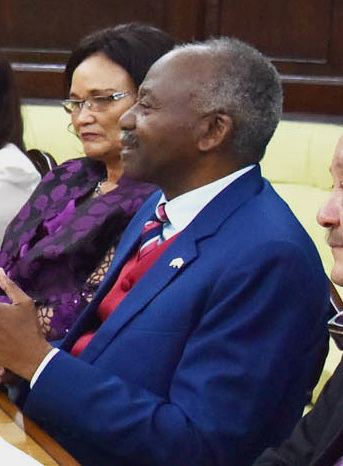
Katjavivi bei einem Besuch in Indien (2017)

Peter Hitjitevi Katjavivi (* 12. Mai 1941 in Okahandja, Südwestafrika) ist ein namibischer Politikwissenschaftler, Politiker und ehemaliger Diplomat.
Katjavivi warm vom 20. März 2015 bis 20. März 2025 Parlamentspräsident der namibischen Nationalversammlung und wurde im Oktober 2016 zum Kanzler der Namibia University of Science and Technology (NUST) ernannt.

## Leben

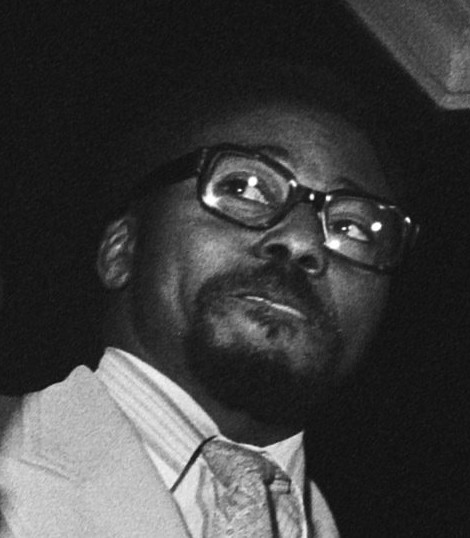
Peter Katjavivi (1976)

Peter Katjavivi wurde 1941 in Okahandja (damals Südwestafrika) geboren und besuchte anfangs eine Grundschule in Windhoek, dann das Augustineum in Okahandja (1960/61) und das Government College in Umuahia, Nigeria (1963–1966). 1966/67 begann er ein Studium der Geschichte, Rechts- und Politikwissenschaften an der Universität Daressalam, Tansania, welches er 1980 an der Universität Warwick, England mit einer Magisterarbeit zur Politischen Soziologie Namibias abschloss. Seit den 60er Jahren ist Katjavivi Mitglied der SWAPO und war von 1968 bis 1979 Gründer und Leiter des SWAPO-Auslandsbüros in London. 1986 erlangte er einen Doktor (DPhil) am St Antony’s College der University of Oxford.
1989 wurde er Mitglied der Verfassungsgebenden Versammlung Namibias. Von 1992 bis 2003 war er Vizekanzler der Universität von Namibia, an dessen Gründung er maßgeblichen Einfluss hatte. Katjavivi war und ist Mitglied zahlreicher nationaler und internationaler Bildungs-, Kultur- und Forschungsorganisationen, unter anderem Exekutivratsmitglied der UNESCO (1993–1997), Vorsitzender des Rats für Nationale Denkmäler (1992–2000), heute Rat für Nationales Erbe und Vorsitzender der Namibia Economic Policy Research Unit (seit 1990). 2003 wurde er Namibischer Botschafter bei der Europäischen Union in Brüssel und 2006 Botschafter in Berlin. Seit 2008 leitet er die Nationale Planungskommission.
Katjavivi ist verwitwet und hat fünf Kinder. Er war mit der britischen Afrikanistin, Journalistin und Verlegerin Jane Rosemary Katjavivi (geb. Tuauana; 1952–2022) verheiratet. Neben seiner Muttersprache Otjiherero spricht er fünf weitere Sprachen.

## Auszeichnungen
- Honorary Fellow, Cardiff University, 2023[5]
- Certificate of Service to the Executive Council, Association of African Universities (AAU), 2002
- Ehrendoktor der Universität Joensuu, 1999
- Distinguished Academic Visitor Award, Neu-Delhi, Indien, 1998
- Ordre des Palmes Académiques, Frankreich, 1996

## Veröffentlichungen
- The Road to Namibian Independence, Gamsberg-Macmillan, Windhoek.
- Church and Liberation in Namibia, Zwan Publications, London 1989.
- A History of Resistance in Namibia, James Currey, London 1988.